# آزادی مشروط (مجموعه تلویزیونی)
آزادی مشروط یک مجموعه تلویزیونی ایرانی به نویسندگی کریم خودسیانی، شهاب عباسی و کارگردانی و تهیه‌کنندگی مسعود ده‌نمکی است که از ۱ آبان ۱۴۰۱ از شبکه یک پخش شده‌است.

## داستان
قصه سریال درباره سه زندانی است. آنها به‌‌دلیل جرمی که مرتکب شده‌اند، در زندان به‌ سر می‌برند اما ورود کرونا باعث شده است آنها آزادی مشروط را تجربه نمایند و بتوانند با خدمت کردن، بخشی از دوره محکومیت خودشان را جبران کنند.

## بازیگران
| بازیگران              |
| --------------------- |
| علیرضا استادی         |
| سروش جمشیدی           |
| علی مشهدی             |
| حسین رفیعی            |
| شهین تسلیمی           |
| حوریه مقدم            |
| مریم کاویانی          |
| هلیا امامی            |
| پوراندخت مهیمن        |
| بهنوش بختیاری         |
| پرویز فلاحی‌پور        |
| مهران رجبی            |
| نیما شاهرخ شاهی       |
| رامین راستاد          |
| کاوه سماک‌باشی         |
| حدیثه تهرانی          |
| صهبا شرافتی           |
| افشین سنگ چاپ         |
| فرج الله گلسفیدی      |
| لیلا بوشهری           |
| اکبر رحمتی            |
| شهاب عباسی            |
| محمدرضا رهبری         |
| مجید شهریاری          |
| ساقی زینتی            |
| سید مسعود حسینی       |
| بابک افرا             |
| فریبا ترکاشوند        |
| ژاله درستکار          |
| مجید قادری            |
| عباس محبی             |
| احمدرضا موسوی         |
| ماشاالله شاهمرادی‌زاده |
| سیامک اشعریون         |
| مختار سائقی           |
| محمود مقامی           |
| یدالله شادمانی        |
| ابراهیم کوخایی        |